# Centre d'études et de recherches de l'industrie du béton
 (janvier 2024).
L'article doit être relu — et modifié si nécessaire — par des contributeurs indépendants pour apporter un regard critique aux contributions effectuées en violation des conditions d'utilisation de Wikipédia, tant sur la forme (notamment concernant le style encyclopédique, la proportionnalité) que sur le fond (la neutralité de point de vue, la qualité et l'indépendance des sources).
 (août 2018).
Le Centre d’études et de recherches de l’industrie du béton (CERIB) est un établissement d’utilité publique, créé par arrêté du 5 janvier 1967, conjointement par le Ministre chargé de l’Industrie et par le Ministre chargé de l’Économie et des Finances, à la demande de la Fédération de l’industrie du béton (FIB).
Son fonctionnement est régi par la loi du 22 juillet 1948 fixant le statut juridique des Centres techniques industriels (CTI). Il est placé sous la tutelle de l'État.
Le CERIB est administré par un conseil d'administration dont les membres sont nommés par arrêté du Ministre chargé de l'Industrie. Ce conseil est composé de représentants des chefs d’entreprise de l’industrie des produits en béton, de personnalités extérieures du secteur de la construction et de représentants du personnel technique de l’industrie des produits en béton.
Le Centre est financé en partie par une cotisation obligatoire, versée sous forme de taxe affectée par les fabricants de produits en béton en France métropolitaine.
Le CERIB exerce son activité entre essais et évaluations, études et recherches, normalisation et certification, appui technique et transfert de connaissances. Il  dispose par ailleurs d’un centre de formation, CERIB Tekhnè.
Opérateur de recherche du ministère de l’Éducation nationale, de l’Enseignement supérieur et de la Recherche, ses travaux de R&D éligibles peuvent bénéficier du Crédit d’Impôt Recherche.

## Missions
La mission principale du CERIB est d’accompagner les fabricants de produits préfabriqués en béton, et les vendeurs, en leur fournissant. appui technique et information. Le Contrat d’Objectifs et de Performance 2024-2027, signé avec la Fédération de l'Industrie du Béton et l’État (COP) donne au CERIB une feuille de route à quatre ans pour accompagner l’industrie du béton vers le futur et accélérer les grandes transitions du secteur de la construction :
- Accroître l’impact des actions sur le tissu industriel par une relation de proximité et un appui ciblé efficace ;
- Contribuer à la transition écologique de l'industrie du béton
- Contribuer à la performance de l’industrie et de la construction par des prestations de référence ;
- Assurer la croissance pour la pérennité d’un service collectif ;
- Gouverner, s’engager, mutualiser et diffuser pour un pilotage efficient.